# Riamau
Riamau is een bestuurslaag in het regentschap Bima van de provincie West-Nusa Tenggara, Indonesië. Riamau telt 605 inwoners (volkstelling 2010).